# یواس‌اس سنتینل (ای‌ام-۱۱۳)
یواس‌اس سنتینل (ای‌ام-۱۱۳) (به انگلیسی: USS Sentinel (AM-113)) یک کشتی بود که طول آن ۲۲۱ فوت ۳ اینچ (۶۷٫۴۴ متر) بود. این کشتی در سال ۱۹۴۲ ساخته شد.